# Римский театр (Пальмира)
Римский театр в Пальмире (араб. المسرح الروماني بتدمر‎) — римский театр в античном городе Пальмира, расположенном в одном из оазисов в Сирийской пустыне. Недостроенное здание театра датируется II веком н. э., временем династии Северов. В современную эпоху театр был восстановлен и использовался как площадка ежегодного Пальмирского фестиваля.
Здание театра было возведено в центре полукруглой площади с колоннадой, располагавшейся у Южных ворот Пальмиры.
До середины XX века театр был полностью скрыт песками, в 1950-е начались работы по очистке и реконструкции античного театра.
В мае 2015 года Исламское государство взяло Пальмиру полностью под свой контроль. В начале июля 2015 года был представлен видеоролик, в котором 25 юных членов этой террористической группировки казнят такое же количество пленников выстрелом в затылок на сцене театра в Пальмире.
По состоянию на начало 2017 года — существенно разрушен. В феврале 2017 года Минобороны России опубликовало видео с беспилотного летательного аппарата, на котором зафиксировано разрушение террористами ИГИЛ фасада римского амфитеатра и тетрапилона.

## Галерея

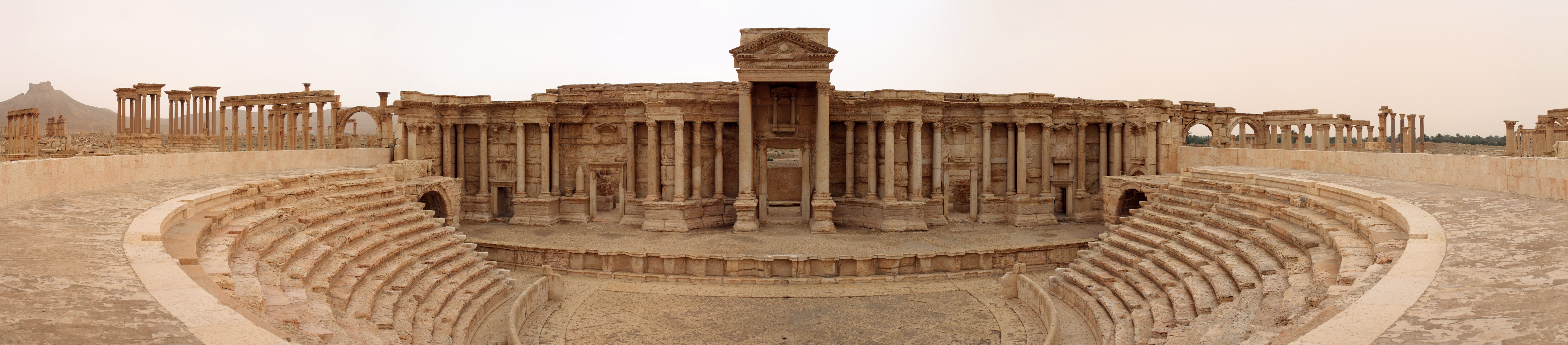
Панорамный вид сцены театра со стороны кавеи
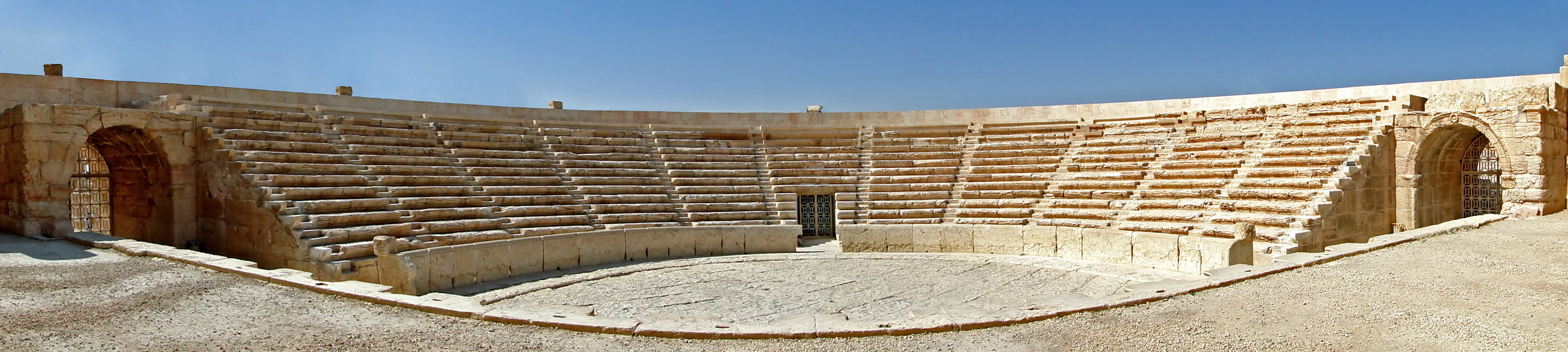
Панорамный вид кавеи со стороны сцены